# Symbiote 33cl
Symbiote 33cl est une bande dessinée de science-fiction futuriste sortie le 25 août 2009.
- Scénario : Dominique De Canales
- Dessin : Régis Donsimoni
- Couleurs : Yoann Guillo

## Description

### Résumé
À Neo-City, Mike Storm n’est pas un détective comme les autres. Sous le col de son imperméable se cache une créature extra-dimensionnelle avec laquelle il vit en symbiose depuis des années. Mais lorsque Mike délivre Lucie, le célèbre mannequin des pubs Atomika Kola, des mains d’une horrible créature, il ne sait pas encore qu’il va mettre les pieds dans un engrenage qui lui fera découvrir le lien existant entre son symbiote et le secret le mieux gardé de la firme de soda. 

### Personnages
- Mike Storm : Personnage central, Mike Storm est un ex-agent de la section secrète des forces spéciales et est désormais détective indépendant. Au cours du programme militaire appelé « Pretorious », Mike a été le cobaye du professeur Williams qui a effectué une symbiose entre lui et une créature extra-dimensionnelle. Depuis, elle est comme une armure vivante qui protège Mike de presque toutes les agressions physiques.

- Hubert Fortuna : Hubert est le coéquipier de Mike. C'est un hacker qui possède des accès illégaux aux satellites des forces spéciales.

- Léon : Léon est un « homme-Lion » du programme appelé « Emerson ».

- Le professeur Williams : C'est le concepteur du projet « Pretorious ».

- Judith : C'est la fille de Mike. Elle lui en veut toujours de l'avoir abandonnée, elle et sa mère alors qu'elle n'était qu'une enfant. Elle possède des dons de médium.

- Lucie Sheppard : Lucie Sheppard le top model de la pub « Atomika Kola ».

- Mr Sheppard : Père de Lucie et patron du groupe "Atomika Kola". Il s'intéresse de près à Mike et son hôte pour ses recherches.

- Ryô : Homme de main de Mr Sheppard.

- La capitaine Stuart : Capitaine des forces spéciales.